# Zahin, Icinea
Zahin (în ucraineană Загін) este un sat în comuna Ivanîțea din raionul Icinea, regiunea Cernihiv, Ucraina.

## Demografie
Componența lingvistică a localității Zahin
     Ucraineană (97,09%)
     Rusă (2,91%)
Conform recensământului din 2001, majoritatea populației localității Zahin era vorbitoare de ucraineană (97,09%), existând în minoritate și vorbitori de rusă (2,91%).